# 黒崎彩子
黒崎 彩子（くろさき あやこ、1965年4月23日 - ）は、日本の女性声優。大沢事務所所属。東京都出身。本名は立石 彩子（たていし あやこ）。

## 人物
聖セシリア女子高等学校卒業。
趣味・特技はスキー、生け花、歌。

## 出演
太字はメインキャラクター。

### テレビアニメ
- マッハGoGoGo（1997年、早乙女レナ）
- serial experiments lain（1998年、女の声）
- デビルマンレディー（1998年、アナウンサー）
- ももいろシスターズ（1998年、平池美知子）
- 宇宙海賊ミトの大冒険（1999年、ライタブ、四角、ネコえさ係） - 2シリーズ
- 星界の紋章（1999年、ナソトリュア）
- D4プリンセス（1999年、高枝はさみ）
- 名探偵コナン（1999年 - 2001年、片桐楓、上原美里、宗之の娘）
- HELLSING（2001年、ヘルシング情報局員）
- E'S OTHERWISE（2003年、シスター）

### OVA
- ときめきメモリアル（1999年、古式ゆかり）

### ゲーム
- ときめきメモリアル（1994年、古式ゆかり[1]）
- ラブリーポップ麻雀　雀々しましょ（1996年、宮沢琴乃）
- VIRUS（1997年、ジャンキー2）
- ドキドキプリティリーグ 熱血乙女青春記（1998年、堂崎美紀）
- elan（1999年、ナツノ）
- 胸騒ぎの予感 八神ひろきのGame-Taste（1999年、松永葉子）
- ハッピィサルベージ（2000年、アルマ）

### 吹き替え

#### 映画
- ハルク（オルテゴ、女生徒）[5]
- ウエスト・サイド物語（ロザリア）※テレビ東京版
- ナッティ・プロフェッサー クランプ教授の場合（CM女性）※日本テレビ版
- バーチュオシティ ※フジテレビ版

#### ドラマ
- ドーソンズ・クリーク3（ネリー）
- ビバリーヒルズ青春白書[1]
  - シーズン3（ニッキー〈ダナ・バーロン〉）
  - シーズン4 - シーズン5（セレステ・ランディ〈ダイアン・キャノン〉）
- メルローズ・プレイス（ロンダ〈ヴァネッサ・ウィリアムス〉[1]）

### CD
- 乙女想夢 -OTOME SOUMU-（古式ゆかり）
- ときめきメモリアル ディスクコレクション（古式ゆかり）
- 金月真美の MOONLIGHT LIPS
- 君だけをみつめてる（椎名杏子）

### テレビドラマ
- 幸せワイン
- ひめぎみ

### 映画
- 立つどうぶつ物語（ナレーション）

### CM
- NTTdocomo（ラジオ）
- 越後製菓（「あ、越後製菓。」ナレーション）
- ショップジャパン（ナレーション）